# Mundialito de Clubes de Futebol de Areia de 2011
O Mundialito de Clubes de Futebol de Areia de 2011 foi a primeira edição da competição de futebol de areia disputada por clubes que aconteceu entre de 19 e 26 de março. O evento foi realizado pela Beach Soccer Worldwide e teve apoio da Fifa, foi sediado na Represa de Guarapiranga, localizada em São Paulo, Brasil. Dez clubes participaram desta edição do campeonato, sendo quatro deles brasileiros (Flamengo, Vasco da Gama, Santos e Corinthians), um argentino (Boca Juniors), um italiano (AC Milan), um espanhol (Barcelona), um norte-americano (Seattle Sounders FC), um português (Sporting CP), e um russo (Lokomotiv Moscou).

## Equipes Qualificadas
| CONMEBOL      | UEFA             | CONCACAF         |
| ------------- | ---------------- | ---------------- |
| Boca Juniors  | Barcelona        | Seattle Sounders |
| Corinthians   | Lokomotiv Moscou |                  |
| Flamengo      | Milan            |                  |
| Santos        | Sporting CP      |                  |
| Vasco da Gama |                  |                  |

## Local
|  | Represa de GuarapirangaMundialito de Clubes de Futebol de Areia de 2011 (Brasil) |

## Equipes
As equipes que participaram nesta 1ª edição foram
| GRUPO A          | GRUPO B       |
| ---------------- | ------------- |
| Corinthians      | Barcelona     |
| Lokomotiv Moscou | Boca Juniors  |
| Santos           | Flamengo      |
| Seattle Sounders | Milan         |
| Sporting CP      | Vasco da Gama |

## Fase de grupos
Os quatro primeiros de cada grupo avançaram para as quartas-de-final.

### Grupo A
| Time             | J | V | V+ | D | GF | GC | SG | Pts |
| ---------------- | - | - | -- | - | -- | -- | -- | --- |
| Lokomotiv Moscou | 4 | 2 | 2  | 0 | 18 | 15 | +3 | 10  |
| Corinthians      | 4 | 1 | 2  | 1 | 20 | 19 | +1 | 7   |
| Seattle Sounders | 4 | 1 | 0  | 3 | 12 | 10 | +2 | 3   |
| Sporting CP      | 4 | 1 | 0  | 3 | 12 | 13 | -1 | 3   |
| Santos           | 4 | 0 | 1  | 3 | 15 | 20 | -5 | 2   |

| 19 março de 2011 | Lokomotiv Moscow                         | 3 - 2 (1 - 1, 1 - 1, 1 - 0) | Seattle Sounders           | Represa de Guarapiranga, São Paulo |
| 08:30            | Maci 7' · I. Borsuk 19' · E. Shaykov 29' |                             | Frank 12' · Y. Morales 18' |                                    |

| 19 março de 2011 | Corinthians                                       | 4 - 3 (1 - 1, 1 - 2, 2 - 0) | Sporting CP                                    | Represa de Guarapiranga, São Paulo |
| 10:00            | Juninho Alagoano 11', 29' · Minici 23' · Buru 26' |                             | Belchior 8' · Fernando DDI 13' · B. Xavier 16' |                                    |

| 20 março de 2011 | Lokomotiv Moscow                            | 4 - 3 (pro.) (1 - 1, 1 - 0, 1 - 2, 1 - 0) | Santos             | Represa de Guarapiranga, São Paulo |
| 08:30            | Maci 4' · D. Lima 13' · E. Shaykov 27', 37' |                                           | Dunga 4', 25', 30' |                                    |

| 20 março de 2011 | Corinthians                     | 2 - 2 (pro.) (1 - 2, 1 - 0, 0 - 0, 0 - 0) | Seattle Sounders           | Represa de Guarapiranga, São Paulo |
| 12:30            | Buru 12' · Juninho Alagoano 13' |                                           | Y. Morales 3' · F. Cati 9' |                                    |

|                           |       | Penalidades      |  |
| Juninho Alagoano Benjamin | 2 - 1 | O. Moreira Frank |  |

| 21 março de 2011 | Seattle Sounders FC                  | 4 - 0 (2 - 0, 1 - 0, 1 - 0) | Sporting CP | Represa de Guarapiranga, São Paulo |
| 13:00            | O. Moreira 2', 32' · F. Cati 4', 16' |                             |             |                                    |

| 21 março de 2011 | Santos                                                                          | 8 - 8 (pro.) (3 - 3, 3 - 3, 1 - 1, 1 - 1) | Corinthians                                                                 | Represa de Guarapiranga, São Paulo |
| 16:45            | Dunga 2' · Kuman 10', 10', 24' · Fabricio 17' · Du Alves 23' · J. Mena 29', 39' |                                           | Buru 2', 10' · Juninho Alagoano 5', 13', 32', 37' · Minici 13' · Fabian 23' |                                    |

|       |       | Penalidades |  |
| Kuman | 0 - 1 | Fabian      |  |

| 22 março de 2011 | Lokomotiv Moscow                                            | 5 - 4 (1 - 0, 3 - 1, 1 - 3) | Sporting CP                                                       | Represa de Guarapiranga, São Paulo |
| 13:00            | E. Shaykov 12', 33' · Y. Gorchinskiy 18' · D. Lima 19', 22' |                             | B. Saganowski 23' · Fernando DDI 26' · M. Leghissa 28' · Alan 31' |                                    |

| 22 março de 2011 | Santos                                        | 4 - 3 (pro.) (2 - 0, 0 - 1, 1 - 2, 1 - 0) | Seattle Sounders                     | Represa de Guarapiranga, São Paulo |
| 15:30            | Ricardinho 24' · Kuman 26' · J. Mean 27', 39' |                                           | Y. Morales 6' · Ali Karim 8' · Frank |                                    |

| 23 março de 2011 | Santos | 0 – 5 (0 – 0, 0 – 3, 0 – 2) | Sporting CP                                    | Represa de Guarapiranga, São Paulo |
| 14:15            |        | Report                      | Fernando DDI 13', 26', 28' · Belchior 15', 15' |                                    |

| 23 março de 2011 | Lokomotiv Moscow                                                  | 6 – 6 (pro.) (1 – 1, 3 – 2, 2 – 3, 0 – 0) | Corinthians                                                                    | Represa de Guarapiranga, São Paulo |
| 15:30            | E. Shaykov 11', 13' · Maci 17' · I. Borsuk 21' · D. Lima 35', 36' | Report                                    | Y. Al-Araimi 6', 30' · Fabian 17' · Benjamin 23' · D. Neumann 25' · Minici 35' |                                    |

|                          |       | Penalidades   |  |
| I. Leonov Y. Gorchinskiy | 2 - 1 | Fabian Minici |  |

### Group B
| Time          | J | V | V+ | D | GF | GC | SG | Pts |
| ------------- | - | - | -- | - | -- | -- | -- | --- |
| Barcelona     | 4 | 3 | 0  | 1 | 19 | 13 | +6 | 9   |
| Flamengo      | 4 | 2 | 1  | 1 | 19 | 11 | +8 | 8   |
| Milan         | 4 | 1 | 1  | 2 | 13 | 16 | -3 | 5   |
| Vasco da Gama | 4 | 0 | 2  | 2 | 16 | 18 | -2 | 4   |
| Boca Juniors  | 4 | 0 | 0  | 4 | 11 | 20 | -9 | 0   |

| 19 março de 2011 | Boca Juniors                                              | 4 – 4 (pro.) (1 – 1, 2 – 0, 1 – 3, 0 – 0) | Milan                                                                            |  |
| 11:15            | Bruno Malías 6' · V. Lopez 14' · L. Franceschini 19', 36' | Report                                    | Juninho Erivaldo Santos 10' · Claudinho 27' · S. François 29' · D. Stankovic 30' |  |

| |        | Penalidades                                                                            |  |
| A. Dallera , L. Franceschini , N. Bella V. Lopez C. Leguizamon Bruno Malías J. Vivas S. Del Mestre | 9 – 10 | , D. Stankovic , Claudinho Ahmed S. François S. Meier M. Casarsa R. Pasquali M. Zanini |  |

| 19 março de 2011 | Vasco da Gama                                             | 4 – 5 (2 – 0, 0 – 2, 2 – 3) | Barcelona                                                       |  |
| 12:30            | Betinho 6' · Rafinha 10' · Bruno Xavier 31' · Pampero 32' | Report                      | D. Shishin 18', 19', 35' · Gabriel (o.g.) 33' · Javi Torres 36' |  |

| 20 março de 2011 | Flamengo                      | 3 – 2 (pro.) (0 – 0, 2 – 2, 0 – 0, 1 – 0) | Milan                              |  |
| 10:00            | Anderson 13' · André 17', 37' | Report                                    | D. Stankovic 16' · S. François 20' |  |

| 20 março de 2011 | Vasco da Gama                            | 3 – 3 (pro.) (0 – 2, 2 – 0, 1 – 1, 0 – 0) | Boca Juniors                                        |  |
| 11:15            | Gabriel 18' · Jorginho 22' · Rafinha 35' | Report                                    | Bruno Malías 1' · N. Bella 7' · L. Franceschini 35' |  |

|                               |       | Penalidades                  |  |
| Gabriel R. Villalobos Betinho | 3 – 2 | A. Dallera N. Bella V. Lopez |  |

| 21 março de 2011 | Barcelona                                                                 | 7 – 2 (2 – 1, 1 – 0, 4 – 1) | Boca Juniors                          |  |
| 14:15            | Juanma 5', 29', 30' · Javi Torres 6' · D. Shishin 23', 33' · Rui Mota 25' | Report                      | Bruno Malias 3' · L. Franceschini 34' |  |

| 21 março de 2011 | Vasco da Gama                                                                          | 6 – 6 (pro.) (0 – 1, 3 – 2, 2 – 2, 1 – 1) | Flamengo                                          |  |
| 15:30            | Bruno Xavier 17', 38' · Pampero 17' · B. Botelho 22' · R. Villalobos 25' · Rafinha 36' | Report                                    | Anderson 8', 20', 22' · André 26', 29' · Duda 38' |  |

|                              |       | Penalidades      |  |
| Bruno Xavier Gabriel Betinho | 2 – 1 | Andre Duda Souza |  |

| 22 março de 2011 | Barcelona                                        | 6 – 3 (4 – 0, 0 – 1, 2 – 2) | Milan                               |  |
| 14:15            | Fred 2' · D. Shishin 4', 10', 34', 36' · Nico 7' | Report                      | S. Meier 18', 26' · S. Francois 35' |  |

| 22 março de 2011 | Flamengo                                    | 6 – 2 (2 – 1, 2 – 1, 2 – 0) | Boca Juniors                   |  |
| 16:45            | André 5', 10', 17', 23', 32' · C. Longa 30' | Report                      | Bruno Malias 7' · V. Lopez 23' |  |

| 23 março de 2011 | Vasco da Gama                               | 3 – 4 (1 – 0, 0 – 2, 2 – 2) | Milan                                            |  |
| 13:00            | Betinho 7' · Bruno Xavier 28' · Pampero 30' | Report                      | S. Meier 15', 36' · D. Stankovic 19' · Ahmed 30' |  |

| 23 março de 2011 | Flamengo                                    | 4 – 1 (2 – 1, 0 – 0, 2 – 0) | Barcelona      |  |
| 16:45            | Anderson 1' · C. Longa 12' · André 26', 27' | Report                      | Javi Torres 6' |  |

## Fase Final
|  | Quartas de final | Quartas de final |                  |                  | Semifinais     | Semifinais     |  |  | Final         | Final |
|  |                  |                  |                  |                  |                |                |  |  |               |       |
|  | 24 Março 2011    |                  |                  |                  |                |                |  |  |               |       |
|  |                  |                  |                  |                  |                |                |  |  |               |       |
|  | Flamengo         | 2 (5)            |                  |                  |                |                |  |  |               |       |
|  | Flamengo         | 2 (5)            | 25 Março 2011    |                  |                |                |  |  |               |       |
|  | Seattle Sounders | 2 (4)            |                  |                  |                |                |  |  |               |       |
|  | Seattle Sounders | 2 (4)            | Flamengo         | 4                |                |                |  |  |               |       |
|  | 24 Março 2011    |                  | Flamengo         | 4                |                |                |  |  |               |       |
|  |                  | Vasco da Gama    | 5                |                  |                |                |  |  |               |       |
|  | Corinthians      | Vasco da Gama    | 5                | 2                |                |                |  |  |               |       |
|  | Corinthians      |                  | 26 Março 2011    | 2                |                |                |  |  |               |       |
|  | Vasco da Gama    | 5                |                  |                  |                |                |  |  |               |       |
|  | Vasco da Gama    | 5                | Vasco da Gama    | 4                |                |                |  |  |               |       |
|  | 24 Março 2011    |                  | Vasco da Gama    | 4                |                |                |  |  |               |       |
|  |                  | Sporting CP      | 2                |                  |                |                |  |  |               |       |
|  | Lokomotiv Moscou | Sporting CP      | 2                | 7                |                |                |  |  |               |       |
|  | Lokomotiv Moscou | 25 Março 2011    |                  | 7                |                |                |  |  |               |       |
|  | Milan            | 2                |                  |                  |                |                |  |  |               |       |
|  | Milan            | 2                | Lokomotiv Moscou | 4                | Terceiro lugar | Terceiro lugar |  |  |               |       |
|  | 24 Março 2011    |                  | Lokomotiv Moscou | 4                | Terceiro lugar | Terceiro lugar |  |  |               |       |
|  |                  | Sporting CP      | 5                |                  |                |                |  |  |               |       |
|  | Barcelona        | Sporting CP      | 5                | 1                | Flamengo       | 5 (pro.)       |  |  |               |       |
|  | Barcelona        |                  |                  | 1                | Flamengo       | 5 (pro.)       |  |  |               |       |
|  | Sporting CP      | 8                |                  | Lokomotiv Moscou | 4              |                |  |  |               |       |
|  | Sporting CP      | 8                |                  |                  | 4              |                |  |  |               |       |
|  |                  |                  |                  |                  |                |                |  |  | 26 Março 2011 |       |
|  |                  |                  |                  |                  |                |                |  |  |               |       |

### Quarter finals
| 24 de Março de 2011 | Flamengo         | 2 – 2 (Pro.) (1 – 2, 0 – 0, 1 – 0, 0 – 0) | Seattle Sounders         |  |
| 13:00               | Anderson 1', 27' | Report                                    | Frank 9' · Ali Karim 12' |  |

|                                  |       | Pênaltis                                         |  |
| André Anderson Duda Souza Matias | 5 – 4 | Ali Karim F. Farberhoff Yuri Morales F. Cati Gil |  |

| 24 de Março de 2011 | Barcelona      | 1 – 8 (1 – 3, 0 – 2, 0 – 3) | Sporting CP                                                                                  |  |
| 14:15               | R. Amarelle 3' | Report                      | Fernando DDI 1', 1', 5' · B. Saganowski 22' · F. Corosiniti 23' · Alan 30', 35' · Madjer 31' |  |

| 24 de Março de 2011 | Lokomotiv Moscow                                                                                 | 7 – 2 (1 – 0, 4 – 1, 2 – 1) | Milan                     |  |
| 15:30               | D. Lima 8' · D. Shkarin 14' · I. Borsuk 17', 18' · I. Leonov 21' · Y. Gorchinskiy 29' · Maci 36' | Report                      | Ahmed 18' · Claudinho 35' |  |

| 24 de Março de 2011 | Corinthians   | 2 – 5 (0 – 0, 0 – 2, 2 – 3) | Vasco da Gama                                                            |  |
| 16:45               | Buru 31', 34' | Report                      | Pampero 16' · Betinho 17' · Bruno Xavier 25' · Rafinha 32' · Gabriel 34' |  |

### Semi finals
| 25 de Março de 2011 | Lokomotiv Moscow                                    | 4 – 5 (0 – 1, 1 – 3, 3 – 1) | Sporting CP                                                 |  |
| 15:30               | I. Leonov 13' · E. Shaykov 29', 36' · I. Borsuk 32' | Report                      | Alan 5', 13' · Belchior 13' · Madjer 23' · Fernando DDI 30' |  |

| 25 de Março de 2011 | Flamengo                | 4 – 5 (1 – 2, 1 – 2, 2 – 1) | Vasco da Gama                                        |  |
| 16:45               | André 5', 14', 25', 34' | Report                      | Betinho 2' · Bruno Xavier 3', 19' · Pampero 14', 28' |  |

### Decisão do terceiro lugar
| 26 de Março de 2011 | Flamengo                                                   | 5 – 4 (a.e.t.) (0 – 1, 2 – 2, 2 – 1, 1 – 0) | Lokomotiv Moscow                  |  |
| 08:30               | Souza 13', 37' · André 17' · Anderson 27' · A. Tavares 34' | Report                                      | Maci 7', 33' · I. Leonov 13', 23' |  |

### Final
| 26 de Março de 2011 | Vasco da Gama                                             | 4 – 2 (2 – 1, 0 – 0, 2 – 1) | Sporting CP                    |                                                    |
| 10:00               | Bruno Xavier 9' · Rafinha 10' · Pampero 28' · Betinho 35' | Report                      | Fernando DDI 1' · Belchior 29' | Árbitro: CHI 1° Rene Osses ARG 2° Hernan Fernandez |

| CR Vasco da Gama | Sporting CP |

## Campeão
| I Mundialito de Clubes de Futebol de Areia |
| ------------------------------------------ |
| Vasco da Gama Campeão (Primeiro título)    |

## Prêmios
| Melhor Jogador             | Melhor Jogador | Melhor Jogador |
| -------------------------- | -------------- | -------------- |
| Pampero ( Vasco da Gama)   |                |                |
| Artilheiro                 |                |                |
| André ( Flamengo)          |                |                |
| 16 goals                   |                |                |
| Melhor Goleiro             |                |                |
| Paulo Graça ( Sporting CP) |                |                |

## Classificação
| Pos. | Time             |
| ---- | ---------------- |
| 1º   | Vasco da Gama    |
| 2º   | Sporting CP      |
| 3º   | Flamengo         |
| 4º   | Lokomotiv Moscou |
| 5º   | Barcelona        |
| 6º   | Corinthians      |
| 7º   | Milan            |
| 8º   | Seattle Sounders |
| 9º   | Santos           |
| 10º  | Boca Juniors     |

## Artilheiros
| 16 goals - André ( Flamengo) 10 goals - Fernando DDI ( Sporting) 9 goals - Dmitry Shishin ( Barcelona) - Egor Shaykov ( Lokomotiv Moscow) 8 goals - Anderson ( Flamengo) 7 goals - Juninho Alagoano ( Corinthians) - Bruno Xavier ( Vasco da Gama) - Pampero ( Vasco da Gama) 6 goals - Daniel Lima ( Lokomotiv Moscow) - Maci ( Lokomotiv Moscow) 5 goals - Buru ( Corinthians) - Igor Borsuk ( Lokomotiv Moscow) - Alan ( Sporting) - Rafinha ( Vasco da Gama) - Belchior ( Sporting) - Betinho ( Vasco da Gama) 4 goals - Dunga ( Santos) - Kuman ( Santos) - Bruno Malías ( Boca Juniors) - Stephan Meier ( Milan) - Jose Mena ( Santos) - Luciano Franceschini ( Boca Juniors) - Frank ( Seattle Sounders) - Ilya Leonov ( Lokomotiv Moscow) 3 goals - Minici ( Corinthians) - Francisco Cati ( Seattle Sounders) - Juanma ( Barcelona) - Yuri Morales ( Seattle Sounders) - Dejan Stankovic ( Milan) - Javi Torres ( Barcelona) - Fabian ( Corinthians) | 2 goals - Victor Lopez ( Boca Juniors) - Stephane François ( Milan) - Madjer ( Sporting) - Yahya Al-Araimi ( Corinthians) - Carlos Longa ( Flamengo) - Osmar Moreira ( Seattle Sounders) - Ahmed ( Milan) - Claudinho ( Milan) - Gabriel ( Vasco da Gama) - Yuri Gorchinskiy ( Lokomotiv Moscow) - Ali Karim ( Seattle Sounders) - Boguslaw Saganowski ( Sporting) - Ricardo Villalobos ( Vasco da Gama) - Souza ( Flamengo) 1 goal - Du Alves ( Santos) - Nicolas Bella ( Boca Juniors) - Benjamin ( Corinthians) - Bernardo Botelho ( Vasco da Gama) - Duda ( Flamengo) - Anderson Tavares ( Flamengo) - Fabricio ( Santos) - Fred ( Barcelona) - Jorginho ( Vasco da Gama) - Michele Leghissa ( Sporting) - Rui Mota ( Barcelona) - Dannilo Neumann ( Corinthians) - Nico ( Barcelona) - Ricardinho ( Santos) - Juninho Erivaldo Santos ( Milan) - Bruno Xavier ( Sporting) Own goal - Gabriel (for Barcelona ) |